# Präsidentschaftswahl in Brasilien 2022
Die Präsidentschaftswahl in Brasilien 2022 fand im Oktober 2022 statt. Der erste Wahlgang wurde am 2. Oktober im Rahmen der Wahlen in Brasilien 2022 abgehalten. Am 30. Oktober wurde eine Stichwahl durchgeführt, weil kein Kandidat im ersten Wahlgang mehr als 50 % der gültigen abgegebenen Stimmen (Absolute Mehrheit) erhalten hatte. Den zweiten Wahlgang bestritten der ehemalige Präsident Luiz Inácio Lula da Silva, Partido dos Trabalhadores (PT) und der aktuelle Amtsinhaber Jair Bolsonaro, Partido Liberal (PL) am 30. Oktober. Diesen gewann Lula mit 50,90 % der gültigen Stimmen vor Bolsonaro, der 49,10 % erreichte.
Bei keiner vorherigen brasilianischen Präsidentschaftswahl war der Wahlausgang enger. Zwei Tage nach der Wahl sagte Bolsonaro, dass er gemäß der Verfassung handeln werde. Er sprach aber nicht explizit an, dass er die Wahl verloren hat. Nach dem knappen Wahlsieg Lulas kamen Befürchtungen über einen möglichen Militärputsch auf, den einige Anhänger Bolsonaros gefordert hatten. Am 11. November 2022 schlossen Militärsprecher einen Putsch aus.

## Wahlbeteiligung
Die Wahlbeteiligung am 1. Wahltag wurde vom Tribunal Superior Eleitoral (TSE) mit 123.679.629 abgegebenen Stimmen verzeichnet, von denen 118.227.018 Stimmen gültig waren. Es beteiligten sich 79,05 % der Wahlberechtigten, 20,95 % waren Nichtwähler. 5.452.611-mal war das Ergebnis der elektronischen Wahlurnen ungültig (Null oder Branco). Bei der Stichwahl am 30. Oktober 2022 wurden 118.552.353 gültige Stimmen abgegeben.
Laut Umfragen wählten insbesondere schwarze evangelikale Menschen und insgesamt mehr als ein Drittel der BIPoC (Black, Indigenous and People of Colour) Bolsonaro im ersten Wahlgang.
Wurde Bolsonaro im zweiten Wahlgang vor allem in Gegenden, in denen finanziell Bessergestellte leben, gewählt, wurde Lula in Regionen gewählt, die von finanzschwachen Bevölkerungen dominiert sind.

## Präsidentschaftskandidaten 1. Wahlgang
Erstmals war die aus der Fusion von Partido Social Liberal (PSL) und Democratas (DEM) neu entstandene Catch-all-Partei União Brasil zur Wahl zugelassen.
| Partei      | Kandidat                                                                 | Bild                                                         | Vizekandidat                                                 | Bild                                                         | Koalition                                    | Anm.                           |
| ----------- | ------------------------------------------------------------------------ | ------------------------------------------------------------ | ------------------------------------------------------------ | ------------------------------------------------------------ | -------------------------------------------- | ------------------------------ |
| Parteilogo  | Jair Bolsonaro Partido Liberal (PL)                                      | bisheriges Amt: Präsident (seit 2019)                        | Walter Braga Netto                                           | bisheriges Amt: Verteidigungsminister                        | Pelo Bem do Brasil (Zum Wohl Brasiliens)     | [ 6 ] [ 7 ] [ 8 ] [ 9 ] [ 10 ] |
| Parteilogo  | Luiz Inácio Lula da Silva Partido dos Trabalhadores (PT)                 | bisheriges Amt: Präsident (2003–2011)                        | Geraldo Alckmin Partido Socialista Brasileiro (PSB)          | bisheriges Amt: Gouverneur von São Paulo                     | Brasil da Esperança (Brasilien der Hoffnung) | [ 12 ] [ 13 ] [ 14 ]           |
| Logo of PDT | Ciro Gomes Partido Democrático Trabalhista (PDT)                         | bisheriges Amt: Finanzminister (1994–1995)                   | Ana Paula Matos                                              | bisheriges Amt: Stellvertretende Stadtpräfektin von Salvador | ohne                                         | [ 15 ] [ 16 ]                  |
|             | José Maria Eymael („Constituinte Eymael“) Democracia Cristã (DC)         | bisheriges Amt: Bundesabgeordneter für São Paulo             | João Barbosa Bravo („Professor Bravo“)                       | bisheriges Amt: Ex-Stadtpräfekt von São Gonçalo              | ohne                                         | [ 17 ] [ 18 ]                  |
| Parteilogo  | Soraya Thronicke União Brasil (UNIÃO)                                    | bisheriges Amt: Senatorin für Mato Grosso do Sul (seit 2019) | Marcos Cintra                                                | bisheriges Amt: Ex-Bundesabgeordneter für São Paulo          | ohne                                         | [ 19 ] [ 20 ]                  |
|             | Luiz Felipe d’Avila Partido Novo (NOVO)                                  | bisheriges Amt: ohne                                         | Tiago Mitraud                                                | bisheriges Amt: Bundesabgeordneter für Minas Gerais          | ohne                                         | [ 21 ] [ 22 ]                  |
|             | Simone Tebet Movimiento Democrático Brasileiro (MDB)                     | bisheriges Amt: Senatorin für Mato Grosso do Sul (seit 2015) | Mara Gabrilli Partido da Social Democracia Brasileira (PSDB) | bisheriges Amt: Senatorin für São Paulo                      | Brasil para Todos (Brasilien für Alle)       | [ 23 ] [ 24 ]                  |
| Parteilogo  | Sofia Manzano Partido Comunista Brasileiro (PCB)                         | bisheriges Amt: ohne                                         | Antonio Alves da Silva                                       |                                                              | ohne                                         | [ 25 ] [ 26 ]                  |
| Parteilogo  | Kelmon Souza („Padre Kelmon“) Partido Trabalhista Brasileiro (PTB)       |                                                              | Luiz Cláudio Gamonal („Pastor Gamonal“)                      |                                                              | ohne                                         | [ 27 ]                         |
| Parteilogo  | Leonardo Péricles Unidade Popular (UP)                                   |                                                              | Samara Martins                                               |                                                              | ohne                                         | [ 28 ] [ 29 ] [ 30 ] [ 31 ]    |
|             | Vera Lúcia Salgado Partido Socialista dos Trabalhadores Unificado (PSTU) |                                                              | Kunã Yporã Tremembé (Raquel Tremembé)                        |                                                              | ohne                                         | [ 32 ] [ 33 ]                  |

## Umfrageergebnisse
Am Wahltag (erster Wahldurchgang) lag bei den Umfragen Lula da Silva mit 51 % vor Bolsonaro mit 36 %.

## Wahlergebnisse des 1. und 2. Wahlgangs

Stimmmehrheiten im zweiten Wahlgang

| Partei – Nummer                     | Kandidat            | Stimmen 1. Wahlgang | % 1. Wahlgang | Stimmen 2. Wahlgang | % 2. Wahlgang |
| ----------------------------------- | ------------------- | ------------------- | ------------- | ------------------- | ------------- |
| PT – 13                             | Lula da Silva       | 57.259.504          | 48,43         | 60.345.999          | 50,90         |
| PL – 22                             | Jair Bolsonaro      | 51.072.345          | 43,20         | 58.206.354          | 49,10         |
| MDB – 15                            | Simone Tebet        | 04.915.423          | 04,16         |                     |               |
| PDT – 12                            | Ciro Gomes          | 03.599.287          | 03,04         |                     |               |
| UNIÃO – 44                          | Soraya Thronicke    | 00.600.955          | 00,51         |                     |               |
| NOVO – 30                           | Luiz Felipe d’Avila | 00.559.708          | 00,47         |                     |               |
| PTB – 14                            | Kelmon Souza        | 00.081.129          | 00,07         |                     |               |
| UP – 80                             | Leonardo Péricles   | 00.053.519          | 00,05         |                     |               |
| PCB – 21                            | Sofia Manzano       | 00.045.620          | 00,04         |                     |               |
| PSTU – 16                           | Vera Lúcia Salgado  | 00.025.625          | 00,02         |                     |               |
| DC – 27                             | José Maria Eymael   | 00.016.604          | 00,01         |                     |               |
| Quelle: Tribunal Superior Eleitoral |                     |                     |               |                     |               |

## Einspruch gegen Wahlergebnis durch Verliererpartei
Nach der verlorenen Wahl reichte Präsident Bolsonaro im November 2022 beim obersten Wahlgericht, das das Wahlergebnis zu jener Zeit bereits ratifiziert hatte, Beschwerde gegen das Ergebnis ein, weil laut Auffassung von Bolsonaro und seiner Partei (PL) nicht alle elektronischen Wahlmaschinen einwandfrei funktioniert haben. Bolsonaro hatte es außerdem vermieden, seine Niederlage öffentlich einzuräumen. Noch im selben Monat wies das oberste Wahlgericht den Antrag der PL auf die Überprüfung des Wahlergebnisses mit der Begründung ab, dass die PL keinerlei Beweise für einen angeblichen Betrug vorgelegt hat. Außerdem verhängte das Gericht eine Geldstrafe in Höhe von umgerechnet etwa 4,12 Millionen Euro gegen die Partei, mit der Begründung, dass diese böswillig und unverantwortlich einen Rechtsstreit auslösen und die Justiz damit habe befassen wollen.

## Proteste und Aufruhr gegen die Wahlergebnisse
Nach dem Wahltermin kam es zur Bestreitung der Ergebnisse von 2022 durch Bolsonaro und dessen Parteigängern, die vom zuständigen Gericht abgewiesen wurde.
Darüber hinaus kam es auch zu verschiedenen Protestmaßnahmen und schließlich am 8. Januar zu einem Aufruhr im Parlaments- und Regierungsviertel der Hauptstadt Brasilia. Unter Anleitung des neuen Staatspräsidenten Lula da Silva gelang es Teilen der Polizeikräfte innerhalb weniger Stunden diese zurückzudrängen.